# Tomosvaryella ekyphysis
Tomosvaryella ekyphysis är en tvåvingeart som beskrevs av Ale-rocha 1996. Tomosvaryella ekyphysis ingår i släktet Tomosvaryella och familjen ögonflugor. Inga underarter finns listade i Catalogue of Life.